# Джим Веддерберн
Джеймс Едвард «Джим» Веддерберн (англ. James Edward «Jim» Wedderburn; 2 січня 1936) — барбадоський легкоатлет, бігун на короткі дистанції. Бронзовий призер літніх Олімпійських ігор.

## Життєпис
На літніх Олімпійських іграх 1960 року в Римі (Італія) виступав за збірну команду Британської Вест-Індії. Виборов бронзову медаль в естафеті 4×400 метрів разом з Малкольмом Спенсом, Кітом Гарднером та Джорджом Керром.